# 弗蘭基mod.410自動霰彈槍
弗蘭基mod.410自動霰彈槍（英語：Franchi mod .410）是一款犢牛式自動霰彈槍。該槍使用.410號口徑霰彈，彈匣内可裝彈15發。全自動射擊時的射速可達200發／分鐘。